# 1,4-heptonolacton
1,4-heptonolacton of E370 is een synthetische stof die behoort tot de lactonen. Het is het lacton van glucosemonocarbonzuur. De zuivere stof komt voor als witte kristallen met zoetzure smaak, die goed oplosbaar zijn in water.

## Toepassingen
1,4-heptonolacton wordt gebruikt als zuurteregelaar in voedingsmiddelen. De stof heeft E-nummer E370.